# رایلی هیل
رایلی هیل (انگلیسی: Riley Hill؛ ‏ ۲۰ مارس ۱۹۱۴ – ۱۶ دسامبر ۱۹۹۳) بازیگر اهل ایالات متحده آمریکا بود.
از فیلم‌هایی که وی در آن‌ها نقش داشته‌است، می‌توان به فایرفلای، دختر نجیب؟، دود اسلحه، بیلی جک در دادگاه و آخرین مردان سرسخت اشاره نمود.